# Robert Gallo
Robert Charles Gallo (Waterbury, 23 de março de 1937) é um médico pesquisador estadunidense.
É conhecido como um dos descobridores do vírus do HIV. Os créditos por essa descoberta, ou isolamento, do vírus HIV foram divididos com dois outros médicos do Instituto Pasteur da França, Dr. Luc Montagnier e Dra. Françoise Barré-Sinoussi. Estes dois últimos, agraciados com o Prêmio Nobel de Fisiologia ou Medicina de 2008.
Frase atribuída a ele: "Quem não sabe explicar o que faz em quinze minutos é porque não sabe o que está fazendo".

## A pesquisa do HIV/AIDS e sua subsequente controvérsia
No dia 4 de maio de 1984, Gallo e seus colaboradores publicaram uma série de quatro artigos científicos no periódico Science demonstrando que um retrovírus que eles isolaram chamado HTLV-III, na convicção de que o vírus estava relacionado aos vírus de leucemia de um trabalho anterior de Gallo, era a causa da AIDS. Um time francês no Instituto Pasteur em Paris, liderado por Luc Montaignier, publicou um artigo no Science em 1983, descrevendo um retrovírus que eles chamaram de LAV (lymphadenopathy associated virus ou vírus associado à linfadenopatia), isolado de um paciente com risco de AIDS.
Gallo ganhou seu segundo Prêmio Lasker em 1986 por "determinar que o retrovírus agora conhecido por HIV-1 é a causa da Síndrome da Imunodeficiência Adquirida (AIDS)." Ele é o único que ganhou dois prêmios Lasker.

## Controvérsia
A atribuição da responsabilidade pela descoberta do HIV tem sido polêmica, mas hoje é aceita a ideia de que Gallo, Luc Montagnier e seus respectivos grupos de pesquisa contribuíram significativamente. O grupo de Montagnier isolou o vírus pela primeira vez, enquanto o grupo de Gallo demonstrou que aquele é o vírus causador da Aids incluindo uma técnica já desenvolvida pelo laboratório de Gallo para proporcionar o crescimento das células T em laboratório. Quando o grupo de Montagnier publicou pela primeira vez a sua descoberta, eles disseram que o papel do HIV na causa da AIDS "continua a ser indeterminado."
O jornalista investigativo John Crewdson sugeriu que o laboratório de Gallo pode ter desviado de uma amostra de HIV, isolado no Instituto Pasteur pelo grupo de Montagnier. As investigações da National Institute of Health (NIH) e do HHS, em última instância apurou que o grupo Gallo realizou seus trabalhos sem qualquer irregularidade. Como parte dessas investigações, o United States Office of Research Integrity encomendou aos cientistas Hoffmann-La Roche para analisar amostras de arquivo criado no Instituto Pasteur e do Laboratório de Biologia Celular do tumor (LTCB) do Instituto Nacional de Câncer entre 1983 e 1985. A conclusão foi de que o vírus utilizado no laboratório de Gallo tinha vindo do laboratório de Montagnier, um paciente que tinha o vírus contaminou acidentalmente um vírus de um outro paciente. No pedido, o grupo de Montagnier tinha enviado uma amostra dessa cultura de Gallo, não sabendo que continha dois vírus. Em seguida contaminou a cultura em que Gallo estava trabalhando [21].
Devido às incertezas descoberta, os governos francês e norte-americano disputaram uma patente para um teste de HIV que tinha sido apresentada pelo Departamento de Saúde e Serviços Humanos dos Estados Unidos. Em 1987, os dois governos concordaram em dividir igualmente o produto da patente, nomeando Montagnier e Gallo co-descobridores. Montagnier e Gallo prosseguem colaborando um com o outro.
Na edição de 29 de novembro de 2002 da revista Science, Gallo e Montagnier publicaram uma série de artigos em que se reconheceu o papel fundamental que cada um tinha na descoberta do HIV.